# آرتور ماچن
آرتور ماچن (به انگلیسی: Arthur Machen) (زاده: ۳ مارس ۱۸۶۳؛ درگذشته: ۱۵دسامبر ۱۹۴۷) نویسنده و عارف ولزی بود. او بیشتر به خاطر داستان‌های ماوراء طبیعی، فانتزی و ترسناک تأثیرگذارش شناخته می‌شود. مهم‌ترین اثر او خدای بزرگ پن نام دارد که به گفتهٔ استیون کینگ بهترین داستان ترسناکی است که تابه حال به زبان انگلیسی نوشته شده‌است.
آثار او تأثیر زیادی روی نویسندگانی مثل اچ پی لاوکرفت، پیتر استروب و استیون کینگ گذاشته‌است.

## در ایران

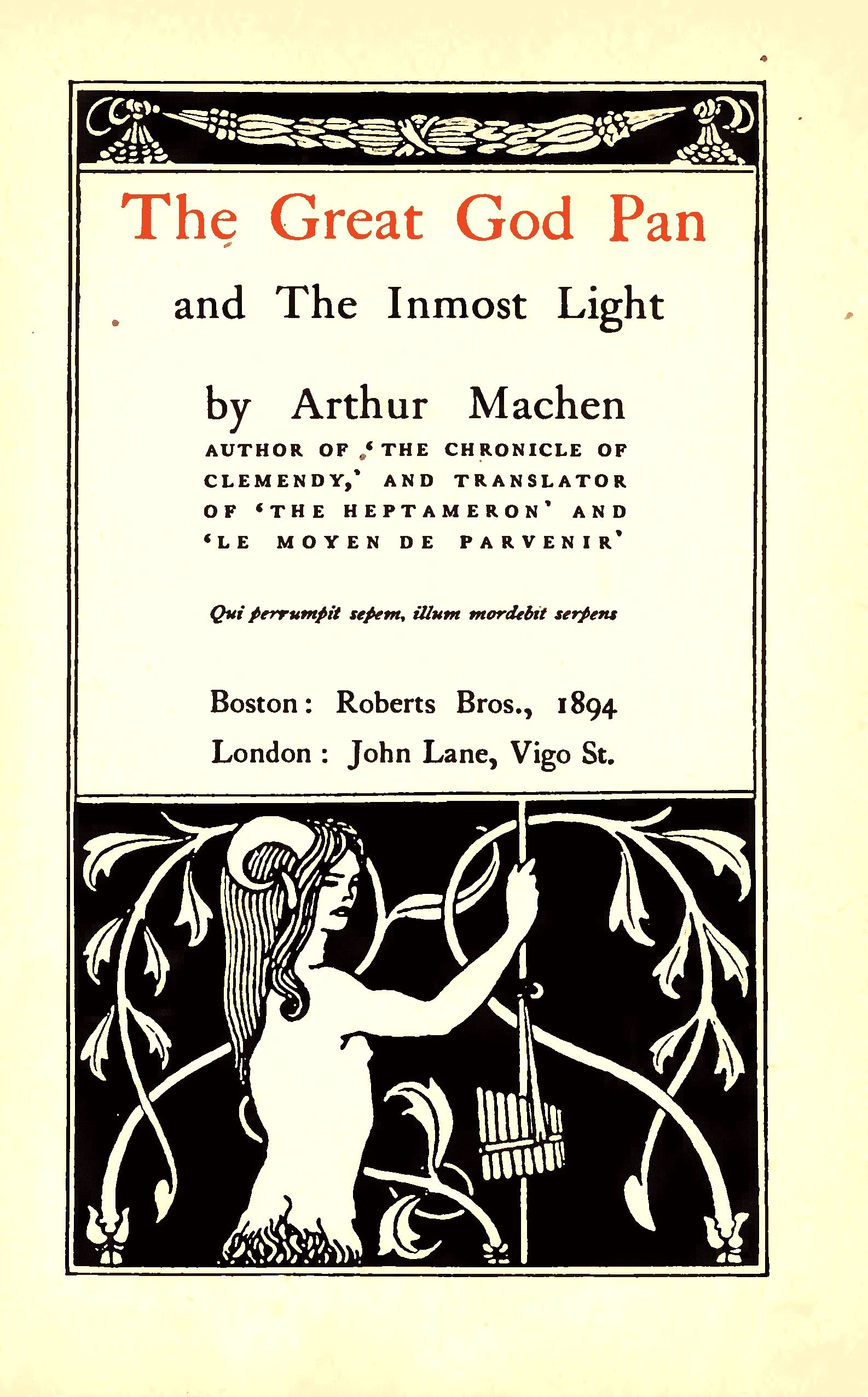
صفحه عنوان کتاب "خدای بزرگ پن" (انتشارات رابرتز برادرز، بوستون، ۱۸۹۴) نوشته آرتور ماچن.

معروف‌ترین کتاب او یعنی خدای بزرگ پن در ایران توسط علی طباخیان به فارسی ترجمه شده است.